# Gregor Tessnow
Gregor Tessnow (* Oktober 1969 in Berlin; † 15. Juni 2021 in Gnoien) war ein deutscher Autor von Jugendliteratur, der unter anderem mit dem Roman Knallhart bekannt wurde. Zusammen mit Zoran Drvenkar schrieb er das Drehbuch zum gleichnamigen Film Knallhart.

## Leben
Tessnow wurde in West-Berlin geboren. Er wuchs in West-Berlin auf und besuchte dort das Gymnasium bis zur 7. Klasse, danach machte er seinen Abschluss auf der Realschule. Anschließend machte er eine Maurerlehre, holte das Fachabitur nach und begann Bauingenieurwesen zu studieren. Dieses Studium brach Tessnow im vierten Semester ab. Zur gleichen Zeit lernte er den Schriftsteller Zoran Drvenkar kennen und die beiden beschlossen ihre Finanzen zusammenzulegen. Drvenkar hatte bis dahin noch nichts veröffentlicht, jedoch ein erstes Schriftstellerstipendium erhalten. Tessnow lebte zeitweilig von Drvenkars Stipendien, arbeitete aber auch lange Jahre als Taxifahrer und unterstützte hierdurch Drvenkar finanziell. Tessnow und Drvenkar haben zusammen den Roman Wenn die Kugel zur Sonne wird veröffentlicht und das Drehbuch zu dem Film Knallhart geschrieben.

## Werke
- Auch Geheimagenten brauchen Schlaf. Oetinger, Hamburg 2001.
- Kai und Opa auf dem Mars. Oetinger, Hamburg 2003.
- Knallhart. Ueberreuter, Wien 2004.
- Wenn die Kugel zur Sonne wird mit Zoran Drvenkar. Altberliner, Leipzig 2006